# Þrælsfell
Þrælsfell är en bergstopp i republiken Island. Den ligger i regionen Norðurland vestra, 160 km norr om huvudstaden Reykjavík. Toppen på Þrælsfell är 895 meter över havet.
Trakten runt Þrælsfell är nära nog obefolkad, med mindre än två invånare per kvadratkilometer. Närmaste större samhälle är Hvammstangi, nära Þrælsfell. Trakten runt Þrælsfell består i huvudsak av gräsmarker.